# Sonny Tufts
Sonny Tufts, né le 16 juillet 1911 à Boston, Massachusetts (États-Unis) et décédé le 4 juin 1970 à Santa Monica (Californie) d'une pneumonie, est un acteur américain.

## Biographie
Après avoir obtenu son diplôme à Yale en 1935, Tufts a auditionné au Metropolitan Opera de New York, mais a finalement travaillé sur scène à Broadway. Il est apparu dans le spectacle « Who's Who et Sing for Your Supper » (1939). Tufts a aussi commencé à chanter dans les hôtels et les boîtes de nuit. Un camarade de Yale l'a ensuite convaincu d'aller à Hollywood pour commencer une carrière d'acteur. À son arrivée à Hollywood, l'ami de Tufts, le directeur de l'hôtel Jack Donnelly, l'a accompagné à Paramount Pictures et l'a présenté à un directeur de casting, Joe Egli. Après un test d'écran, Tufts a été signé par Paramount. 
Son premier rôle fut celui de Kansas, un Marine affable et amoureux de Paulette Goddard dans le drame romantique de la Seconde Guerre mondiale, « So Proudly We Hail! » (1943). Le film fut un succès critique et commercial, en grande partie grâce aux trois rôles principaux féminins : Claudette Colbert, Paulette Goddard et Veronica Lake. La performance de Tufts a été saluée par la critique et le rôle a servi de rampe de lancement pour sa carrière. Après la sortie du film, Tufts a reçu 1700 lettres de fans par semaine et a été nommé "The Find of 1943." En raison d'une ancienne blessure au football universitaire, Tufts était l'un des rares acteurs masculins à ne pas servir à l'étranger pendant la guerre. Il a été prêté par Paramount à RKO, qui cherchait un homme de premier plan pour soutenir Olivia de Havilland dans la comédie « Government Girl » (1944) ; Paramount a obtenu Maureen O'Hara en échange. Le film fut un énorme succès et Tufts fut élu numéro un "Star of Tomorrow" pour 1944. Le réalisateur Mark Sandrich et le scénariste Allan Scott re-composèrent le duo avec Paulette Goddard pour « I Love a Soldier » (1944) qui fut un succès modéré. Sandrich a réalisé le film suivant « Here Come the Waves (1944), qui fut un énorme succès, en partie grâce aux stars Bing Crosby et Betty Hutton. Tufts a fait une autre comédie musicale « Bring On the Girls » (1945) avec Eddie Bracken et Veronica Lake, en remplacement de Dick Powell.Tufts y a chanté plusieurs chansons, mais le film a été une déception au box-office. Il a fait une apparition, avec la plupart des stars de la Paramount, dans « Duffy's Tavern » (1945), en chantant "Swinging on a Star". Il a retrouvé Lake dans « Miss Susie Slagle » (1946) aux côtés de Joan Caulfield. 
Paramount l'a ensuite essayé dans un Western « The Virginian » (1946), même si c'était dans un rôle secondaire. Il a retrouvé De Havilland dans « The Well-Groomed Bride » (1946), en remplacement de Dennis O'Keefe. Puis, Paramount a donné à Tufts le rôle principal dans « Swell Guy » (1946) face à Ann Blyth. Il a également obtenu d'être co-vedette aux côtés de Betty Hutton dans « Cross My Heart » (1946). Tufts était le rôle principal masculin romantique dans « Easy Come, Easy Go » (1947), avec Barry Fitzgerald. Avec le même réalisateur, John Farrow, il a ensuite tourné dans « Blaze of Noon » (1947). Après une apparition dans « Variety Girl » (1947), Tufts a quitté Paramount. 
Acteur indépendant, il a joué dans un western, « The Untamed Breed » (1948) puis dans un thriller avec John Payne, The Crooked Way (1949) où il jouait un méchant impitoyable. Il a reçu des éloges de la critique pour sa performance. Tufts fut l'ami de Victor Mature dans « Easy Living » (1949) à la RKO. 
Il a été arrêté pour ivresse publique en 1950 et en 1951. Au début des années 1950, la popularité a commencé à décliner. Il s'est séparé de sa femme en 1951 et divorcé en 1952, à cause de sa consommation d'alcool intolérable (selon sa femme). Il est resté au chômage pendant un an jusqu'à ce qu'il reçoive une offre de la Grande-Bretagne pour faire « The Gift Horse » (1952) avec Richard Attenborough. 
En 1953, Tufts a été engagé aux côtés de Barbara Payton dans le film comique à petit budget « Run for the Hills ». Plus tard cette année-là, il est « No Escape » et a joué dans un autre film à petit budget, « Cat-Women of the Moon », qui est devenu un film culte. Il décrocha le rôle principal dans le film à petit budget de 1954 « Serpent Island ». 
Le déclin de carrière de Tufts a été aggravé par son alcoolisme et ses bouffonneries hors écran. En mars 1954, une strip-teaseuse nommée Barbara Gray Atkins a réclamé 25 000 $ de dommages et intérêts après avoir prétendu qu'il lui avait mordu la cuisse gauche lors d'une visite à son domicile avec deux amis. Mais elle finit par retirer sa plainte. En avril 1954, une danseuse de 19 ans nommée Margarie Von, accusa Tufts de l'avoir mordue à la cuisse droite alors qu'elle se détendait à bord d'un yacht amarré au large de la péninsule de Balboa, à Newport Beach. Elle obtint 600 $ car la morsure avait laissé une cicatrice de trois pouces. En août 1955, une troisième plainte a été déposée contre Tufts lorsqu'Adrienne Fromann a affirmé que l'acteur l'avait battue et meurtrie dans un restaurant. Elle a exigé 20 000 $ de dommages et intérêts.
"Il boit trop et vit trop somptueusement", avait déclaré son ex-femme Barbara.
La carrière de Tufts a brièvement rebondi lorsqu'il a été choisi pour un petit rôle dans la comédie « The Seven Year Itch » (1955), avec Tom Ewell et Marilyn Monroe. En 1956, Tufts eut un rôle de soutien dans le drame « Come Next Spring » pour Republic Pictures. Il joua dans "A Tale of Two Citizens" pour Damon Runyon Theatre (1956). Après avoir tourné « The Parson and the Outlaw » en 1957 et avoir de nouveau été arrêté pour ivresse publique, Tufts s'est retiré dans un ranch au Texas. 
En 1962, il retourna à Hollywood pour produire et jouer dans « All the Way » sur les parachutistes. Mais le film ne se fit pas. 
Tufts fit avec une apparition en 1963 dans la série « The Virginian » jouant le père de Trampas (Doug McClure) et dans une émission spéciale de Bob Hope TV Have Girls Will Travel (1964). Il joua dans Town Tamer (1965) et "The Ordeal of Bud Windom", dans « The Loner » (1965) avec Lloyd et Jeff Bridges. Ses derniers rôles à l'écran furent dans « Cottonpickin' Chickenpickers » (1967) et le téléfilm de 1968 « Land's End ». 
Il est apparu plusieurs fois en tant que lui-même dans Rowan & Martin's Laugh-In en 1968. 
Vie privée : Sonny Tufts et sa femme Barbara Dare. En 1938, Tufts épouse la danseuse espagnole Barbara Dare. Ils se sont séparés en 1949 et Dare a demandé le divorce en 1951, citant la consommation excessive d'alcool de Tufts comme raison de la rupture de leur mariage. Dare a obtenu un divorce interlocutoire le 21 octobre 1951, rendu définitif l'année suivante.
Décès : Le 4 juin 1970, Tufts est décédé d'une pneumonie à l'âge de 58 ans à l'hôpital St. John's de Santa Monica, en Californie. Les funérailles privées de Tufts eurent lieu le 7 juin à Beverly Hills, il a été enterré au cimetière Munroe à Lexington, Massachusetts.

## Filmographie
- 1939 : Ambush : Bit Part
- 1943 : Celles que fiers nous saluons (So Proudly We Hail!) : Kansas
- 1944 : L'Exubérante Smoky (Government Girl) : Ed Browne
- 1944 : I Love a Soldier : Dan Kilgore
- 1944 : La Marine en jupons (Here Come the Waves) de Mark Sandrich : Windy
- 1945 : L'Or et les Femmes (Bring on the Girls) : Phil North
- 1945 : Duffy's Tavern : Sonny Tufts
- 1946 : Le Bel Espoir (Miss Susie Slagle's) : Pug Prentiss
- 1946 : Le Traître du Far-West (The Virginian) : Steve Andrews
- 1946 : Champagne pour deux (The Well-Groomed Bride) : Lt. Torchy McNeil
- 1946 : Le Gars épatant (Swell Guy) de Frank Tuttle : Jim Duncan
- 1946 : Cross My Heart : Oliver Clarke
- 1947 : Easy Come, Easy Go : Kevin O'Connor
- 1947 : Ils étaient quatre frères (Blaze of Noon) de John Farrow : Roland McDonald
- 1947 : Hollywood en folie (Variety Girl) de George Marshall : Sonny Tufts
- 1948 : Brahma taureau sauvage (The Untamed Breed) : Thomas Kilpatrick Rambeau, alias Tom Kilpatrick
- 1949 : Le passé se venge (The Crooked Way), de Robert Florey : Vince Alexander
- 1949 : La Vie facile (Easy Living) de Jacques Tourneur : Tim 'Pappy' McCarr
- 1952 : Gift Horse : Yank Flanagan
- 1953 : Run for the Hills (en) de Lew Landers : Charley Johnson
- 1953 : No Escape : Det. Simon Shayne
- 1953 : Cat-Women of the Moon : Laird Grainger
- 1954 : Serpent Island : Pete Mason
- 1955 : Sept Ans de réflexion (The Seven Year Itch) de Billy Wilder : Tom MacKenzie
- 1956 : Celui qu'on n'attendait plus (Come Next Spring) de R. G. Springsteen : Leroy Hytower
- 1957 : Le Retour de Billy the Kid (en) (The Parson and the Outlaw) d'Oliver Drake : Jack Slade
- 1965 : Quand parle la poudre (Town Tamer) de Lesley Selander : Carmichael
- 1967 : Cottonpickin' Chickenpickers : Cousin Urie
- 1968 : Land's End (TV) : Hal